# LaRue Martin
LaRue Martin (Chicago, 30 marzo 1950) è un ex cestista statunitense, professionista nella NBA.

## Carriera
Venne selezionato dai Portland Trail Blazers al primo giro del Draft NBA 1972 (1ª scelta assoluta).